# 飯塚俊太郎
飯塚 俊太郎（いいづか しゅんたろう、1961年5月2日 - ）は、WAHAHA本舗に所属する日本の俳優、お笑い芸人。「冷蔵庫マン」などのキャラクターとして知られる。

## 来歴・人物
千葉県野田市出身。1990年よりWAHAHA本舗に参加し、舞台・テレビ・映画などに主に脇役として出演。1990年から1999年にかけ「オホホ商会」のメンバーとして活動。
2005年頃、43歳でお笑い芸人としての活動も始める。芸人になってからは「40代でも若手」を自称する。同じWAHAHA本舗に所属する久本雅美が出演する「ぴったんこカンカン」などの前説を担当している。
2015年以降、名古屋・大須演芸場にも色物芸人として出演している。また、2017年からモノマネも行うようになり、レパートリーには安田顕がある。

## 芸風・持ちキャラクター
段ボールでキャラクターの衣装や道具を作って演じることが多く、駄洒落やモノボケのネタを演じることが多い。ライブでは下ネタも多く演じている。
下に挙げたもの以外にも多くの持ちキャラクターがあり、テレビ出演が何回かある『冷蔵庫マン』はその中の一つである。『R-1ぐらんぷり』や、一部ライブにおいては冷蔵庫マンとして出演している。
冷蔵庫マン
全身白タイツで顔も白塗りにし、上半身に段ボールで作った冷蔵庫を被ったという格好。「悪の秘密結社・冷え冷え団に改造された」という設定で、使命は「笑いで暖まった客席を冷蔵庫ギャグで冷やす」というもの。「冷蔵庫ジョーク!」の掛け声とともに冷蔵庫から物を取り出してギャグや駄洒落を演じ、「さぁぁ〜〜むいっ!」と言って冷蔵庫の扉を閉めてギャグを締める。「ヒエヒエヒエ〜!」という口癖がある。出囃子は『おれは新造人間』（『新造人間キャシャーン』エンディングテーマ）2006年のR-1ぐらんぷりでは冷蔵庫マンの後に出演する芸人（桜塚やっくんetc.）をやりにくくした他、オンバト+では冷蔵庫マンの後の順番だった芸人はすべて100KB台で最下位になっている。2017年より安田顕のものまねを始める。
サンタ俊太郎
サンタクロースの格好で演じるもの。本人曰く“寒くなりそうな”モノボケ、駄洒落などを演じる。
ポカポカマン
コタツ型の衣装。「寒そうにしている人を見つけて、ジョークで暖かい気持ちにするためにやってきた」という設定。出囃子は『合体!ゲッターロボ』（『ゲッターロボ』エンディングテーマ）
パイレーツオブカ○ビアン
「呪いで下ネタしか出来なくなった幽霊船の船長」という設定。衣装は海賊風の帽子に付け髭など。駄洒落を主にした芸で、『勃起ショートコント』などのネタがある。
おピンクサンハンさん
ピンク・パンサーをモチーフとしたとされるもので、全身ピンクタイツ、頭にピンクのキャラクターを被ったという格好。「全てのものをピンク（エッチ）にするために出て来た」という設定。披露するのは主に下ネタで、時々股間を触りながら演じることもある。「ピンクピンクピーン」などのブリッジがある。出囃子は『ピンクパンサーのテーマ』。）
ブラックホールマン
全身黒タイツに、ブラックホールを模した、段ボールで作った大きな黒い円を広げて演じる。「あらゆるジョークをみんな吸い込んでブラックジョークにする」という設定。ブリッジに「ブブブブ、ブラーック!」などがある。
SAWジョーク（ソージョーク）
仮面を被った顔で、ハリセンを持ち、タキシード姿というもの。カセットテープの声に合わせて演じ、時に客にネタを振ったり、お題を要求することもある。ブリッジに「ヤーレンソーラン、ソーソー!」などがある。
日本沈没マン
体に日本列島の形を貼り付けた格好で登場、北海道は顔に、本州はシャツに、四国はパンツに、九州は脚にそれぞれ付けている。客に「皆さんの笑いが日本を救うんです!」と、笑いを要求し、北海道、本州、四国、九州のそれぞれをテーマにしたギャグを演じる。ウケが悪いと「沈没!」と言ってそれぞれの形を外したり脱いだりする。なお、パンツに付けた四国については最後に演じるものとなっている。
赤胴俊之助
赤胴鈴之助をモチーフにしたキャラクターで、これも段ボールで衣装を作っている。演じるのは「剣道ジョーク」（またはダジャレ）。「赤胴〜、○○○!」とセリフを発した後でギャグを演じる。
鉄人46号
鉄人28号のパロディで、全身ほぼ青色のキャラクター。『あらびき団』の1回目はこのキャラクターで出演した。
人魚
『あらびき団』の2回目で登場したキャラクター。「お魚ジョーク」と言った後で駄洒落やギャグを発していく。決め台詞は「ピーチピチ」。
掃除機マン
アイロンマン
頭にアイロンの被り物、銀色の多い衣装という格好で「アイロンジョーク」を繰り出すというキャラクター。主な定番の台詞に「し〜わしわ」などがある。

## 出演

### テレビドラマ
- ガールズplus1 （フジテレビ） - 坊っちゃん 役（ゲスト）
- 沙粧妙子-帰還の挨拶- （フジテレビ、1997年3月25日）
- きらきらひかる・スペシャル2 （フジテレビ、2000年4月4日）
- 愛は正義 （テレビ朝日） - 裁判長 役
- 女ざかり!!区役所の名探偵2（2001年） ‐ 久里浜洋
- 弁護士・迫まり子の遺言作成ファイル4（2002年、月曜ミステリー劇場）
- 事件記者 浦上伸介・第2話 （テレビ東京・女と愛とミステリー枠・2002年5月29日）
- 結婚相談員・末永卯月の推理案内状 地獄の花嫁・第4話 （フジテレビ・金曜エンタテイメント枠・2003年11月21日）
- 銀座まんまんなか! （TBSテレビ・愛の劇場枠）
- 久本ドラマ （フジテレビ、2004年10月14日）
- 孤独のグルメ (テレビ東京)
  - Season1 第8話（2012年2月22日）
  - Season5 特別編（2017年1月2日） - 男性店員 役

### テレビアニメ
- DEAR BOYS（奥村）
- 人間交差点（吉村隆二）

### テレビその他
- どうーなってるの?! （フジテレビ）
- こたえてちょーだい! （フジテレビ）
- あらびき団（TBSテレビ） - 2008年2月13日（第17回）、2008年3月5日（第20回）
- キャラ☆キング（テレビ朝日 他） - 2008年10月3日（第3回）、『イチオシ!キャラ☆コレクション』に「掃除機マン」で出演
- お笑いTV「ニコニコ笑い汁」（MONDO21）
- 小島×狩野×エスパー3P（TOKYO MX） - 2010年5月29日
- 新婚さんいらっしゃい!（朝日放送） - 2012年6月3日、新婚夫婦として出演し番組内でネタを披露

「冷蔵庫マン」としての出演
- エンタの神様（日本テレビ） - キャッチコピーは『絶対零度の人造人間』
- ぐるぐるナインティナイン・おもしろ荘へいらっしゃい!◎ （日本テレビ） - 主に『やば荘』の方で出演
- ワハハ本舗の地球で1番おもしろいTV（CS放送・テレ朝チャンネル）
- オンバト+（NHK総合）戦績0勝3敗 最高377KB
- 芸人報道（日本テレビ）- 2012年10月1日
- おはスタ（テレビ東京） - 2013年10月7日、『ひなこ姫を起こせ!』に出演

### ウェブテレビ
- バラエティ開拓バラエティ 日村がゆく（2019年7月3日、AbemaTV）- 小道具多い-1グランプリ[2]

### 映画
- 鮫肌男と桃尻女 - 1999年2月6日公開
- 女子高戦記 - 2000年公開
- 地獄甲子園 - 2003年7月19日公開、教頭役
- 漫☆画太郎SHOW ババアゾーン（他） 第3話「ババアゾーン2」 - 2004年3月19日公開、ビデオ屋の店長役
- さくらん - 2007年2月24日公開
- まぶしい嘘 - 2007年公開

### その他
- ウルトラセブン 太陽の背信 - 1998年8月5日発売、農夫役
- ROCK IN JAPAN FESTIVAL◎ - 2007年8月3日、DJ BOOTH出演